# جنون منطقی
کتاب جنون منطقی مجموعه‌اشعار افشین یداللهی است. اشعار این کتاب عمدتاً متن ترانه‌های تیتراژ سریال‌هایی چون مدار صفردرجه، شب دهم، میوهٔ ممنوعه، شب آفتابی، تبریز در مه، سال‌های ابری و … را دربرمی‌گیرد. این مجموعه‌اشعار در ۴۹۲ صفحه در سال ۱۳۹۳ توسط انتشارات نگاه منتشر شده و تاکنون چند بار به تجدیدچاپ رسیده‌است.

## فهرست اشعار
وطنم، ای شکوه پابرجا ۱۷
هر چی آرزوی خوبه مالِ تو. ۱۹
مرز در عقل و جنون باریک است… ۲۱
می‌شه خدا رو حس کرد، تو لحظه‌های ساده. ۲۳
وقتی گریبانِ عدم، با دستِ خلقت می‌درید.. ۲۵
تو که فک (ر) می‌کنی دنیا تو دستاته. ۲۷
ایران به آتش می‌کشد، خاموشیِ تاریخ را ۲۹
برای آخرین بار خدا کنه بباره. ۳۱
کدوم خواستن؟ کدوم جنون؟ کدوم عشق؟. ۳۳
آخرِ قصه‌مه امّا، قصهٔ آخرم این نیست… ۳۵
شهر از هجومِ خاطره‌هایت به من پُر است… ۳۷
با من بگو از عشق، ای آخرین معشوق.. ۳۹
همین که پیشِ هم باشیم، همین که فرصتی باشه. ۴۱
من عاشقِ ایرانم، در سختی و آسانی.. ۴۳
همیشه تو صحنه بودیم، امّا بازی پشتِ صحنه‌س…. ۴۵
بوسه‌هایت مسیرِ معراج است… ۴۷
غروبم، مرگه رو دوشم، طلوعم کن، تو می‌تونی.. ۴۹
همه دنیا بخواد و تو بگی نه. ۵۱
به نابودی کشوندیم تا بدونم.. ۵۳
از کفرِ من تا دینِ تو راهی به جز تردید نیست… ۵۵
نه این قرارمون نبود تو بی‌خبر بری.. ۵۷
اگه دستم به جدایی برسه. ۵۹
من از پشتِ شب‌های بی‌خاطره. ۶۱
از بس که تو رو می‌خوام، دیگه نمی‌خوام باشی.. ۶۳
کوچه وقتی که نباشی رگِ خشکیدهٔ شَهره. ۶۵
ساده بیا دستِ منو بگیر و. ۶۷
ای واژهٔ بی‌معنی، رؤیایی بی‌تعبیر! ۶۹
خبر، خبر! یکی اومد، که هر چی قلبه می‌بره. ۷۱
نبودی، نبودم، تو هستی که هستم.. ۷۳
نمی‌دونم چه چیزی فرق کرده. ۷۵
تو، خوابت مثلِ بیداری و بیداریت مثِ خوابه. ۷۷
خیالتو می‌دزدم از تو شبستونِ خواب… ۷۹
تو شروعِ آسمونی، می‌دونستم نمی‌مونی.. ۸۱
در این ظهری که خورشید از پسِ تاریکیِ آن بَر نمی‌آید.. ۸۳
بر آتشِ خود آبی، از مشک نمی‌ریزم. ۸۶
از اون روزی که با لبخند گذشتی از کنارم. ۸۸
سادگی آسونه امّا، ساده موندن خیلی سخته. ۹۰
چه رسمی داری ای دوره زمونه؟. ۹۲
به من مؤمن نگو وقتی که حتی.. ۹۴
هیشکی ندیدم تو نَخِت نباشه. ۹۶
من و تو خرابِ عشقیم، مگه نه؟. ۹۸
زندگیِ گله‌ای، آدمای فله‌ای.. ۱۰۰
عشق است که امشب حالِ من خرابه. ۱۰۲
گاهی مسیرِ جاده به بن‌بست می‌رود. ۱۰۴
رفاقت گاهی اشکه گاهی خونه. ۱۰۶
دکمهٔ ماهو وا کن، پیرهنِ شب رو در آر. ۱۰۸
چقد (ر) خوبه که تو هستی، چقد (ر) خوبه تو رو دارم. ۱۱۰
وقتی که ایران هست، خلیج یعنی فارس…. ۱۱۲
خدا ما رو برای هم نمی‌خواست… ۱۱۴
چلّه به چلّه عشق را از غم به شادی می‌بریم.. ۱۱۶
تو می‌ری با یکی دیگه که قَدرتو نمی‌دونه. ۱۱۸
منو ویرون کنی، آباد می‌شم.. ۱۲۰
نترس از سفرها که یارِ تو هستم.. ۱۲۲
از اول هم من و تو ما نبودیم.. ۱۲۴
فصلِ بارونیِ بیشه، رنگِ چشماته همیشه. ۱۲۶
هیچ حکمرانی به غیر از عشق، صاحبِ اختیارِ دنیا نیست… ۱۲۸
یه شب خوابت چشامو بی‌خبر بُرد. ۱۳۰
شروعِ این سفر فقط به خاطرِ تو بود و بس…. ۱۳۲
آخ که می‌شه با هر شبِ چشمِ تو، صد تا آسمونو رنگِ رؤیا کرد. ۱۳۴
آسمونِ رؤیا، امشب گرمه از تبِ من.. ۱۳۶
وقتی که چشمت، تنهای تنها، تو بسترِ اشک، خوابش نمی‌برد. ۱۳۸
آدم به زمین آمد، این حادثه رؤیا نیست… ۱۴۰
تو رو دیدم نفسم بند اومد.. ۱۴۲
اتفاق افتاد، دستِ من نبود. ۱۴۴
نذار باور کنم تنهای تنهام. ۱۴۶
من پیِ کدوم نشونِ بی‌نشون.. ۱۴۸
تو گذشتن از حصارِ وهم و رؤیا و خیالی.. ۱۵۰
با من خطر کن تا زخمِ تازه. ۱۵۲
بیدارم و می‌بینمت رؤیا به رؤیا ۱۵۴
از پارس تا خزر ایران نشسته‌است… ۱۵۶
نگا (ه) کن، شهرو ویرون می‌نویسن.. ۱۵۹
حرفا این دور و زمونه خنده داره، مگه نه؟. ۱۶۱
انگار عادت کردیم به گناهِ ساده. ۱۶۳
به سوگِ من نشسته‌ای ولی نمرده‌ام هنوز. ۱۶۵
دارم می‌رم، دلم خونه، پریشونه، نمی‌تونه. ۱۶۷
بذار هیچکی کنارِ ما نباشه. ۱۶۹
خودمو نمی‌شناسم، نه تو بیداری نه خواب… ۱۷۱
من همونم که به اشکت، دل سپرد و با تو بارید.. ۱۷۳
می‌خوام پیشت بمونم، ولی عادت نداری.. ۱۷۵
خسته‌تر از صدای من گریهٔ بی‌صدای تو. ۱۷۷
یه رسیدن یه خیال، یه جدایی یه سؤال.. ۱۷۹
ای رفیقِ خستهٔ من، ای تو همدردِ صمیمی.. ۱۸۱
اینجا مسیرِ عشق است، راهی به روشنایی.. ۱۸۳
تو می‌شناسی صدایِ عاشقا رو. ۱۸۵
می‌شه بارون شد و صحرا رو عاشق کرد. ۱۸۷
آخرایِ عمرِ شب بود، تو دمِ سپیده رفتی.. ۱۸۹
آزادم از بندِ تنم وقتی که زندونِ توأم. ۱۹۱
اولین روزِ زمین، اولین روزِ زمان.. ۱۹۳
کنجِ خونه نشستی و دَرو رو دنیا بستی و. ۱۹۵
یا تظاهر می‌کنیم، یا همو دور می‌زنیم، یا به هم دروغ می‌گیم.. ۱۹۷
تو از کدام گم شدن حوالیِ من آمدی؟. ۱۹۹
قدرت مثِ یه دشنه‌س، مَحرم اگه نباشیم.. ۲۰۱
تفتیده در هُرمِ ستم، ویرانه‌های آرزو. ۲۰۳
زنده‌م از این که دوباره، یه سؤالِ بی‌جوابم.. ۲۰۵
از خانه‌ات بیرون بیا، تا حسِ خوبِ زندگی.. ۲۰۷
نرفتن عاشقامون تا بمونه حسرتی از عشق.. ۲۰۹
من با جوانمردی خوشم، ایرانی‌ام، ایرانی‌ام. ۲۱۱
آخرِ این قصه باید، یه جورِ خوب تموم بشه. ۲۱۳
شک می‌کنم تو چشمِ تو، گاهی به چشمایِ خودم. ۲۱۵
کنارت چقد (ر) حالِ من بهتره. ۲۱۷
آه از این راهِ بی‌نهایت، پایِ خسته، نگاهِ سرگردان.. ۲۱۹
«من» به دستانِ سرد و خالیِ تو، «من» به فهمیدنِ تو محتاجم.. ۲۲۱
اون شبِ بارونی و سرد، آخرینِ پاییزِ ما بود. ۲۲۳
بگذار واژه‌ها را، گاهی سکوت کافیست… ۲۲۵
هرچه دارم از تو دارم، ای همه دار و ندارم. ۲۲۷
این روزا حال و هوات بهاریه. ۲۲۹
تاریخ توقف کرد، در حافظهٔ دنیا ۲۳۱
منو ببین تو آینه، تو نورِ شمعِ چشمات… ۲۳۳
غزل‌پوشِ تنِ پس‌کوچه‌ها در غربتِ آواز! ۲۳۵
از بهشتِ زیرِ رگبار تا زمینِ زنده از خون.. ۲۳۷
من یه مَردِ نیمه‌مُرده‌م، با یه دشنه تویِ گُرده‌م. ۲۳۹
تا حالا رد شدی از حوالیِ عشق؟. ۲۴۱
تو از باران که می‌خواندی.. ۲۴۳
گاهی قصه‌های ما مثلِ همه. ۲۴۵
من اگه زخمی به دنیا اومدم. ۲۴۷
دلِ من غریبه‌س اینجا، مالِ این دور و ورا نیست… ۲۴۹
از راه بزن بیرون، ای رِندِ خطر پیشه. ۲۵۱
دنبالِ کی می‌گردی؟ عشقِ تو روبه‌روته. ۲۵۳
این فقط یه نیمکت از شهرمونه. ۲۵۵
دیگه دارم به خودم شک می‌کنم.. ۲۵۷
یک قدم دور از عدل، صد قدم دور از عشق.. ۲۵۹
زندگی فرصتِ لمسِ لحظه‌هاس…. ۲۶۱
بذار از زندگیم چیزی بفهمم.. ۲۶۳
من از عفریتهٔ بد پیلهٔ عادت… ۲۶۵
زندگی یعنی همین که اگه داری یا نداری.. ۲۶۷
شقایق کینه تو قلبش نداره. ۲۶۹
تو مثِ یه حسِ تازه از زمونهٔ قدیمی.. ۲۷۱
شاید وقتی تو می‌رسی نباشم.. ۲۷۳
تا انتهایِ مبهمِ آهم، نمی‌رسی، افسوس…. ۲۷۵
تو قلبی داری از جنسِ حماسه، نشونِ بی‌نشونِ بی‌نیازی.. ۲۷۷
دوباره سال و ماه و روزی از نو. ۲۷۹
در قلبِ تمامِ عاشقان خونِ تو بود. ۲۸۲
حدسِ حرفای نگفته‌ت، مثِ دزدیدنِ رازه. ۲۸۴
حرفاتو اول یه کم مزمزه کن.. ۲۸۶
همپایِ مهربان! همراهِ من بمان! ۲۸۸
همیشه سهمِ تو شده جدایی و دربه‌دری.. ۲۹۰
خسته‌م از لبخندِ اجباری، خسته‌م از حرفای تکراری.. ۲۹۲
کنارِ من اَمنی، میانِ هر بحران.. ۲۹۴
تا حالا سراغی از خودت گرفتی توی خلوت؟. ۲۹۶
همراهِ عشق و آرزو! خاتونِ رنج و آبرو! ۲۹۸
اینجا اریکهٔ قومی‌ست سر بلند.. ۳۰۰
من همون روزی که با تو گفتگویی ساده کردم. ۳۰۲
نمی‌دونی چه سخته پیشِ چشمات از خطر گفتن.. ۳۰۴
از کوه‌های سر سبز، تا دشت‌های خالی.. ۳۰۶
یه دل دارم که فاجعه‌س، مثلِ صداقتِ چشات… ۳۰۸
گاهی وقتا با یه رؤیا، می‌شه از حادثه رد شد.. ۳۱۰
آغوشِ تو، آرامشی در طوفانِ من.. ۳۱۲
گاهی از سادگیِ یه فاجعه. ۳۱۴
نمی‌خوام عشقِ تو از دلم بره. ۳۱۶
تو اهلِ خانه نبودی.. ۳۱۸
میونِ مرگ و زندگی، پُر از هراسِ رفتنم.. ۳۲۰
گاهی یه خونهٔ ساده یه گلیم.. ۳۲۲
در دست‌های تو، تاریخِ انسان است… ۳۲۴
من و تو کوه و بیابون، من و تو، جاده و جاده. ۳۲۶
تا دلِ ترانه، خونه، دل من ترانه‌خونه. ۳۲۸
بوی ترانه می‌دهی، باز به خانه‌ام بیا ۳۳۰
برای شکستگی‌هات کسی نیس (ت) قصه بخونه. ۳۳۲
نگاهم تو چشات گم شد ولی باور نمی‌کردی.. ۳۳۴
ای وطن، ای ابتدای زندگی.. ۳۳۶
چه دوره و زمونه‌ای، همه می‌گن دیوونه‌ای! ۳۳۸
صدای تو آن اتفاقِ عجیب است… ۳۴۰
یه صدایی! یه صدایی! تو گذرگاهِ قیامت… ۳۴۲
مرا آغاز کن ای عشق، ای عشق.. ۳۴۴
جهانِ تو است این جهانِ روان.. ۳۴۶
به چه قیمتی دلم رو، به نگاهِ تو سپردم؟. ۳۴۸
چشمِ آینه بی‌تو بسته‌س، بی‌تو پایِ جاده خسته‌س…. ۳۵۰
خفّتِ بند می‌کشم، مدعیِ رهایی‌ام. ۳۵۲
چه ساده حیف می‌شدم، اگه ندیده بودمت… ۳۵۴
سلام حالت چطوره میای بریم تماشا؟. ۳۵۶
ببین بازم صُب (ح) شده، پاشو با هم حاضرشیم.. ۳۵۸
گنجینهٔ رنج است با لبخندی آرام. ۳۶۰
با عشق دارم پَر در میارم. ۳۶۲
کاش می‌شد منم تو این دنیا یه کاره‌ای بشم.. ۳۶۴
فردا، اگر نه برای همیشه، برای لحظهٔ آخر، تو را می‌خوانم.. ۳۶۶
کاش نگاهِ سبزِ تو وا می‌شد تو شبِ سردِ دنیای من.. ۳۶۸
با توأم با تو که با من، همسکوتی، همزبونی.. ۳۷۰
هر چند که خاموشم، چشم از تو نمی‌پوشم.. ۳۷۲
نگاهِ آسمون خیس، چشاش غرقِ ستاره. ۳۷۴
با گام‌های خونین تا سبزه‌زار رفتی.. ۳۷۶
بینِ این همه هیاهو، سهمِ ما اشک و جنازه‌س…. ۳۷۸
تو به من نگفته بودی، که دلِ تو هم شکسته. ۳۸۰
من با تمامِ عشق، از هیچ می‌رسم.. ۳۸۲
تو بی‌من رفتی و من بی‌تو موندم. ۳۸۴
با یک گلوله سیل توقف نمی‌کند.. ۳۸۶
آسمون سیاهه و زمین سفید.. ۳۸۸
وقتی نگاهم می‌کنی، تکرارِ دنیای توأم. ۳۹۰
من را میانِ خاطره آواره می‌کنی.. ۳۹۲
شروعِ قصه‌ت از ویرونگی بود. ۳۹۴
گفتنی‌هامو شنیدی من دیگه حرفی ندارم. ۳۹۷
اصفهان نصفِ جهانه امّا مردمش یه دنیان.. ۳۹۹
یه حسرتِ همیشگی بعد از تو، تو دلِ منه. ۴۰۱
در چند ثانیه یک شهر کشته شد.. ۴۰۳
حتی بی دست، می‌شه دستاتو گرفت… ۴۰۵
دلم سردرگمه می‌فهمی اینو؟. ۴۰۷
من عشق را گم کرده‌ام در ازدحامِ زندگی.. ۴۰۹
همه عاشق می‌شن امّا همه عاشق نمی‌مونن.. ۴۱۱
خسته‌م از رخوتِ کهنه، من که اهلِ افت و خیزم. ۴۱۳
ای که زنده‌ام کردی با هجومِ رسوایی.. ۴۱۵
بالِ ترانه‌های من، تر شده از اشکِ چشام. ۴۱۷
نمی‌خواد آره بگی، وقتی که چشمات می‌گه: نه. ۴۱۹
ماه‌نشینِ شب‌شکن! آینه‌پوشِ بی‌بدن! ۴۲۱
آره می‌تونی تو باشی اون که آرزوشو داشتم.. ۴۲۳
وصله بزن با دلِ من، سینهٔ پاره پارَه‌تو. ۴۲۵
از حادثه می‌ترسی آن سوی همین لبخند.. ۴۲۷
بیا ای هم‌عبورِ کوچه‌های عشقِ ناپیدا ۴۲۹
واسه آرامشِ لحظه‌های من.. ۴۳۱
از تو توقعی نیست برگِ برنده باشی.. ۴۳۳
تمومِ سینه‌مو گریه گرفته. ۴۳۵
غروبِ حرف‌های من، طلوعِ یک شبانه شد.. ۴۳۷
زندگی دستِ تو رو رد کرده. ۴۳۹
دلِ من دلش خوشه، اصلاً بلد نیست بگیره. ۴۴۱
تلنگری به شب بزن که آفتِ غزل شده. ۴۴۳
تو نمی‌تونی بگیری لحظه‌های منو از من.. ۴۴۵
شاید این بودنِ ما کنارِ هم.. ۴۴۷